# قانون دارسي
قانون دارسي أو معادلة دارسي هي معادلة تأسيسية مشتقة لظاهرة  فيزيائية  تصف تدفق السوائل من خلال وسط مسامي. وقد صيغ  هنري دارسي القانون  استنادا إلى نتائج التجارب  على تدفق المياه من خلال وسط من الرمال. وهو يشكل أيضا الأساس العلمي لنفاذية السوائل المستخدمة في علوم الأرض، لا سيما في الهيدروجيولوجيا.

## الخلفية العلمية
وعلى الرغم من تحديد قانون دارسي  بشكل تجريبي على هذه الظاهرة، إلا أنه مماثل لمعادلات نافيير ستوكس عبر التجانس،  ومماثل أيضاً لقانون فورييه في مجال توصيل الحرارة، قانون أوم في مجال الشبكات الكهربائية، وقانون فيك في نظرية نشرها.
أحد تطبيقات قانون دارسي هو تدفق المياه من خلال طبقة المياه الجوفية. قانون دارسي جنبا إلى جنب مع معادلة حفظ الكتلة مساوية لمعادلة تدفق المياه الجوفية، وهي واحدة من العلاقات الأساسية للهيدروجيولوجيا. ويُستخدم قانون دارسي أيضا لوصف تدفقات النفط والمياه والغاز عبر الخزانات البترولية.

## شرح القانون

رسم توضيحي لتجربة إثبات قانون دارسي عند مستوى معين.

قانون دارسي عند مستوى معين  هو علاقة طردية بسيطة بين معدل التصريف لحظياً من خلال وسط يسهل اختراقه، ولزوجة السائل وانخفاض ضغط على مسافة معينة.
{\displaystyle Q={\frac {-\kappa A(p_{b}-p_{a})}{\mu L}}}